# Raúl Orosco
Raúl Orosco Delgadillo (25 marzo 1979) è un arbitro di calcio boliviano, internazionale dal 2009.

## Carriera
Durante la sua carriera ha arbitrato in diverse competizioni di livello internazionale tra cui la Copa Libertadores, la Copa Sudamericana, il Campionato sudamericano di calcio Under-20 2011 e la Coppa Sudamericana Under-15 del 2009.

### Debutto arbitrale
Ha iniziato la sua carriera arbitrale nella Copa Libertadores del 2009 dirigendo la partita tra Deportivo Cuenca (dall'Ecuador) e Deportivo Táchira (dal Venezuela), finita 3-1 per gli ecuadoriani.

### Coppa America 2011
Il 3 luglio 2011, durante la Coppa America del 2011 in Argentina, ha arbitrato la partita inaugurale del gruppo B, Brasile-Venezuela, allo stadio Ciudad de La Plata. La partita è finita 0-0 e ha ammonito 4 giocatori. Il 12 luglio 2011 ha arbitrato la partita Uruguay-Messico allo stadio Ciudad de La Plata, partita finita 1-0 per "la celeste". Ha ammonito 5 giocatori in quella occasione. Ha anche arbitrato la semifinale tra Perù e Uruguay, sempre allo stadio Ciudad de La Plata. Ha vinto per 2-0 l'Uruguay e ha ammonito 3 giocatori per parte. Ha anche espulso Juan Manuel Vargas al 69' minuto.

### Olimpiadi 2012
Nell'aprile del 2012 la FIFA lo inserisce in una prima lista di preselezionati per i Mondiali del 2014, convocandolo per il Torneo maschile di calcio delle Olimpiadi di Londra 2012. Nell'occasione, gli viene assegnata una partita della fase a gironi. Tuttavia, nel prosieguo del percorso di preselezione verso i mondiali del 2014, non riesce a rientrare nella lista finale, venendo tagliato in una selezione successiva.

### Mondiali Under 17 2013
Nell'ottobre 2013 è convocato dalla FIFA per il Campionato mondiale di calcio Under 17 2013. Nella circostanza, viene impiegato per due partite della fase a gironi.

### Copa America 2015
Nel 2015 viene chiamato per dirigere nella Copa America 2015. Qui dirige dapprima Perù-Venezuela (2:1) della fase a gironi e poi la finale terzo-quarto posto fra Perù e Paraguay